# Nisida/'A freva a quaranta
"Nisida"/"’A freva a quaranta" sono i due brani contenuti nel decimo 45 giri del cantautore Edoardo Bennato.

## Il disco
Dopo il successo ottenuto dal 45 giri E invece no / Canta appress'a nuje, il pubblico si aspettava che Bennato pubblicasse un album: il cantautore invece spiazzò nuovamente i suoi fans, pubblicando un secondo 45 giri, che uscì nell'estate del 1982.
Bennato è autore del testo e delle musiche di entrambi i brani.
Il disco aveva una ricercata veste grafica: il vinile era racchiuso in un poster piegato, che da un lato conteneva una fotografia dell'isola di Nisida, e dall'altro i testi delle canzoni, le note sul disco ed alcune fotografie del cantautore partenopeo di cui una in barca con Nisida sullo sfondo.
Il disco fu registrato negli studi Splash di Napoli, di proprietà di Peppino di Capri; i tecnici del suono erano il bassista Gigi De Rienzo e Angelo Dalla Fiore.
Nisida / 'A freva a quaranta fu il primo disco prodotto dal solo Bennato, senza Alessandro Colombini.

### Nisida
"Nisida" è un reggae che, nel descrivere la celebre isola situata nel golfo di Napoli, caldeggiandone una vacanza come fosse un'isola esotica (e forse lo sarebbe se fosse sfruttata a dovere), parla in realtà dell'inquinamento e anche dell'Italsider, tema questo che ritornerà anche in altri brani del cantautore napoletano, come ad esempio "Vendo Bagnoli" o in "Puramente casuale", e che si collega ai suoi stessi ricordi d'infanzia, laddove la voglia di andare a pescare con suo padre era puntualmente scoraggiata e frustrata dai veleni sprigionati dagli scarichi di quelle fabbriche che deturpavano dunque l'ecosistema circostante.
"Nisida" compare, insieme a "E invece no" nella versione CD dell'album Kaiwanna, e fu rieseguita dal vivo ed inserita in Edoardo Bennato Live! È Goal!, del 1984 e in Edoardo live, del 1986, in due diverse versioni.
La versione originale è presente nella raccolta Afferrare una stella.

### 'A freva a quaranta
"'A freva a quaranta" (il cui breve testo accenna al clima crescente di scarsa coscienza morale, tale da provocare rabbia fino a un simbolico aumento della temperatura corporea) è un rock blues con percussioni africaneggianti, ed è cantato in napoletano.
Non è mai stato ristampato in CD.

## I musicisti
- Edoardo Bennato: voce, armonica a bocca e chitarra
- Ernesto Vitolo: tastiere
- Luciano Ninzatti: chitarra
- Peppe Russo: sax
- Gigi De Rienzo: basso
- Lucio Bardi: chitarra
- Tony Cercola: percussioni
- Mauro Spina: batteria
- Linda Wesley, Naimy Hackett, Rossana Casale: cori